# کووینی سی۶دابلیو
کووینی سی۶دابلیو (Covini C6W) خودرویی است که از سال ۲۰۰۴ تاکنون تولید شده‌است.
این خودرو در کلاس خودرو اسپورت قرار گرفته و است.
موتور آن ۴۲۰۰ سی‌سی سیستم جعبه‌دندهٔ آن ۶ دنده به صورت دستی است.